# Tokyo Nichi Nichi Shimbun
El Tōkyō Nichi Nichi Shinbun (東京日日新聞?) fue un periódico japonés impreso en Tokio que existió entre 1872 y 1943. Durante su existencia llegó a ser uno de los periódicos más importantes de Tokio, circunstancia que le llevó a gozar de una gran influencia social y política en la capital nipona.

## Historia
El diario fue fundado en 1872, por iniciativa de figuras como el escritor Jōno Saigiku o el artista Ochiai Ikujiro. El gobierno Meiji aprobó la concesión de ayudas económicas por valor de 100.000 yenes. En 1875 los editores del diario pusieron en marchar el primer servicio de reparto de periódicos del mundo. Durante la era Meiji el Tokyo Nichi Nichi Shimbun estuvo muy ligado al poder político, lo que le valió ser considerado una publicación de carácter oficialista. 
En 1912 el diario se unió con el Osaka Mainichi Shimbun (大阪毎日新聞?) para acabar formando la compañía de noticias Mainichi Shimbun (毎日新聞?), que se convirtió en la nueva empresa editora. Los dos periódicos continuaron publicándose de forma independiente hasta el 1 de enero de 1943, durante el transcurso de la Segunda Guerra Mundial. A partir de entonces ambas ediciones pasaron a editarse conjuntamente bajo la cabecera Mainichi Shimbun.

## Colaboradores
A lo largo de su existencia numerosos autores japoneses llegaron a trabajar o colaborar con el diario. El artista Utagawa Yoshiiku trabajó como ilustrador para el Tokyo Nichi Nichi Shimbun a mediados de la década de 1870. Otro caso fue el de la conocida escritora Fumiko Hayashi, que también trabajó para el periódico como corresponsal durante la segunda guerra sino-japonesa.